# Молодило покрівельне
Молоди́ло покріве́льне, молоди́ло да́хове (Sempervivum tectorum L.; народні назви: доля, ощиток, роєвник звичайний, скочки) — сукулентна рослина роду молодило (Sempervivum) з родини товстолистих (Crassulaceae).

## Етимологія

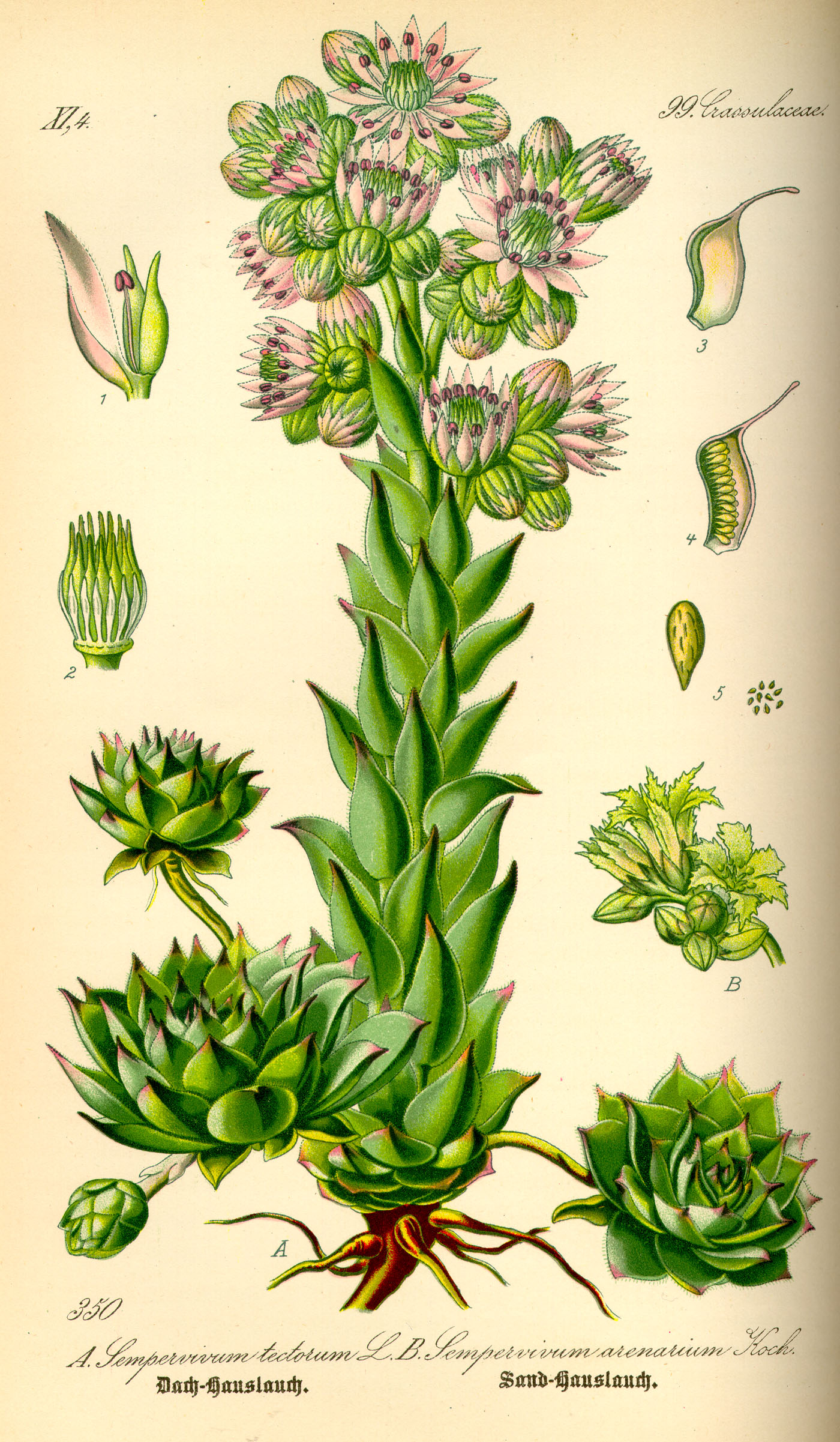
Ілюстрація Sempervivum tectorum у виданні Отто Вільгельма Томе «Flora von Deutschland, Österreich und der Schweiz» 1885, Гера, Німеччина

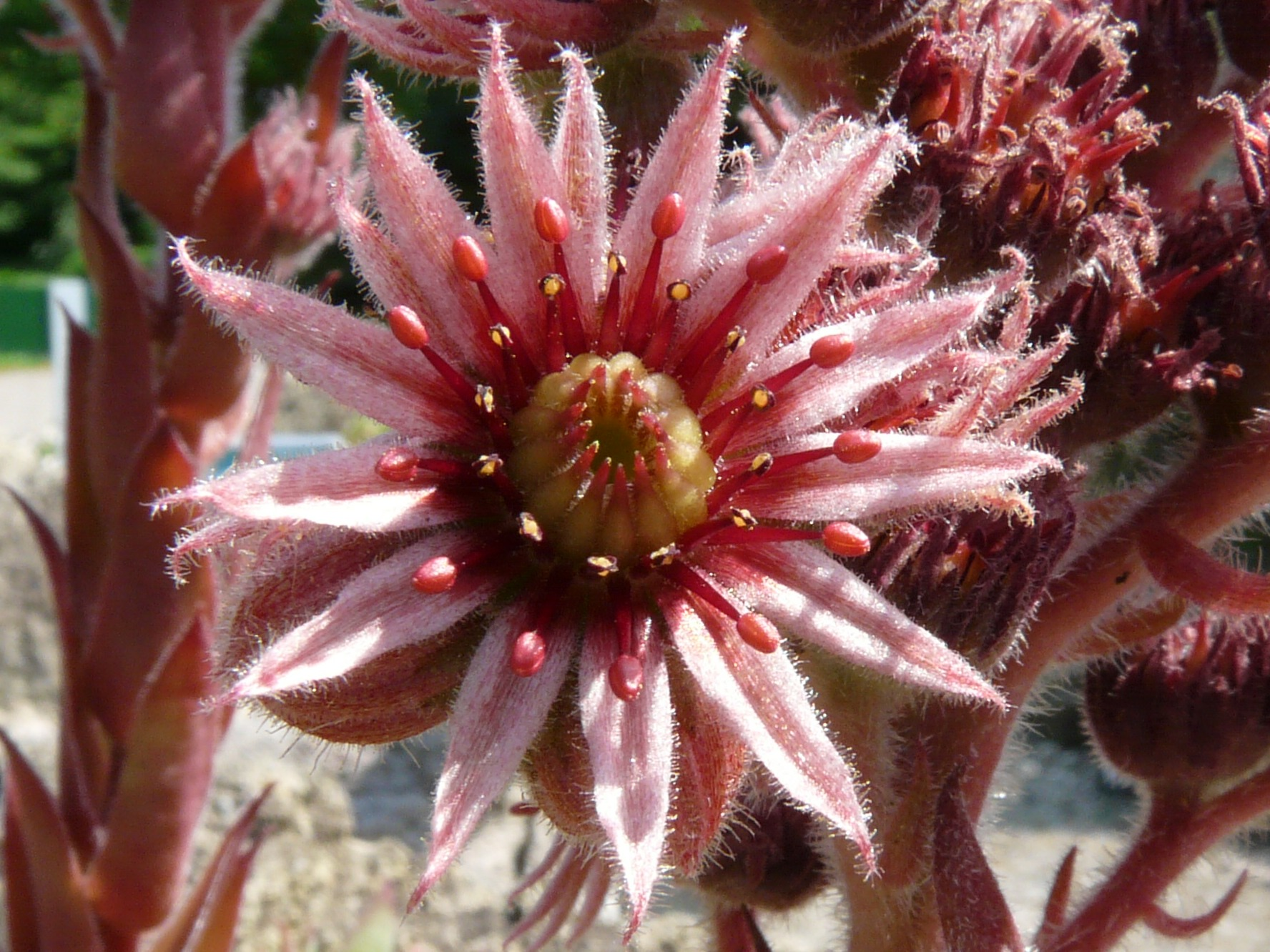
Квітка молодила покрівельного

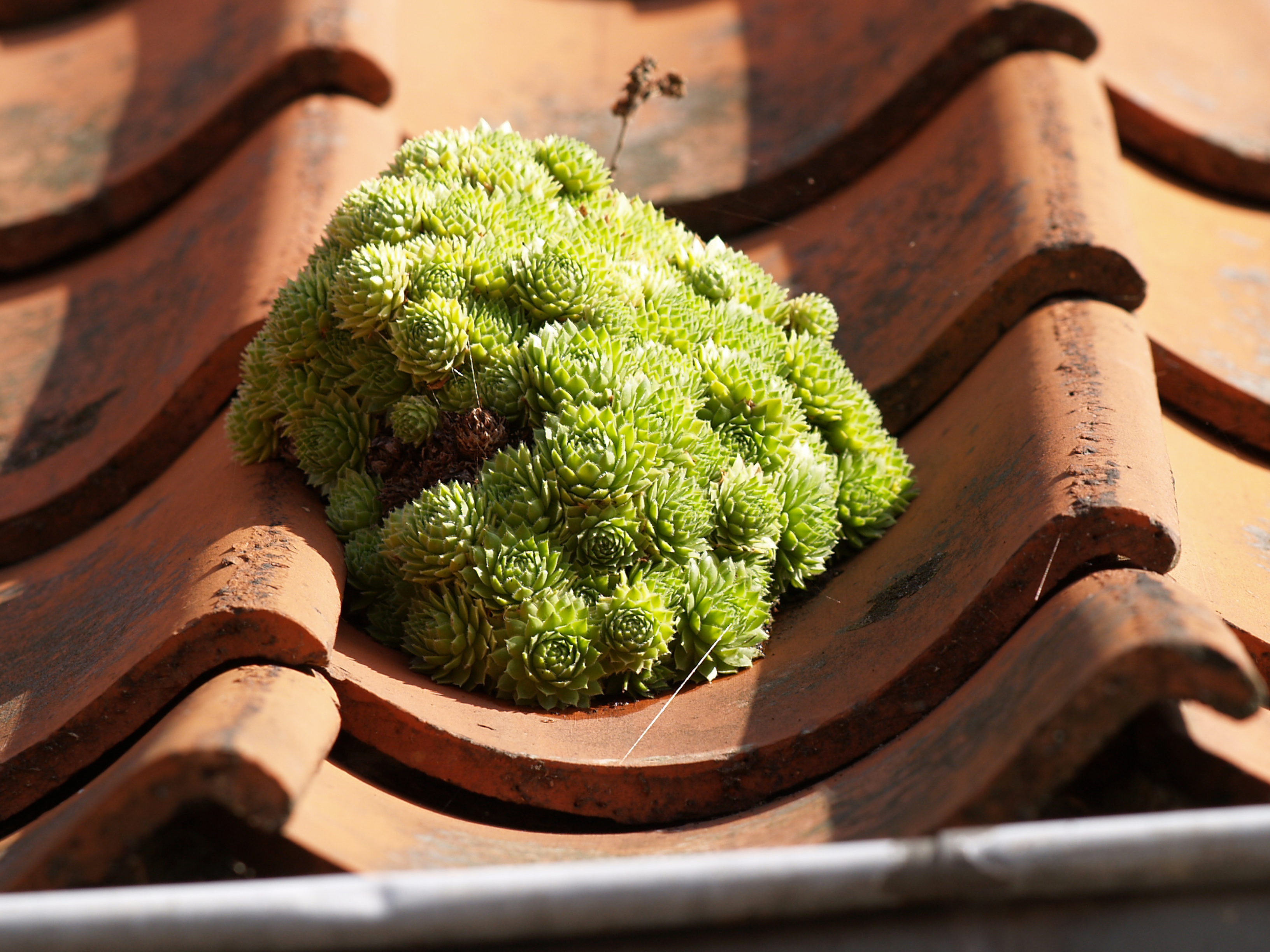
Молодило покрівельне на даху

У минулому вважали, що цій рослині протегує бог грому і блискавок Тор, і тому було прийнято висаджувати молодило на дахах осель, щоб уберегти будинок від вогню. За цю чудодійну властивість і за те, що рослина може рости на ґрунті товщиною всього в 1 сантиметр, його і називали «покрівельним».

## Загальна біоморфологічна характеристика
Багаторічна рослина, стебла 40–100 см заввишки, густо залозисто запушені. Листкові розетки до 20 см в діаметрі та до 8 см заввишки темно- або сірувато-зелені, голі, з країв війчасті, подовжено-оберненояйцеподібні, на верхівці загострені, залозисто запушені. Листки 3–7 см завдовжки часто з червонуватою верхівкою. Пагони іноді червонуватого відтінку. Квітки 2–2,5 см в діаметрі пурпурові або рожеві, з темнішими лініями по краях, в колосоподібному суцвітті до 20 см у поперечнику зібрані по 12–16 в квіткові кільця. Плід — багатолистянка з дрібним насінням, зелений, залозисто запушений, червоний, голий, звужений в носик. Цвіте в липні — вересні.

## Поширення
Ареал охоплює європейську частину Росії, Центральну та Південну Європу, Малу Азію; вид інтродукований до США й північної Європи. В Україні росте в західних областях. У Карпатах трапляються два його підвиди. Перший підвид — subsp. debile (Schott sp.) — високогірна рослина живе в субальпійському і альпійському поясі на різних кам'янистих і кам'янистих осипних субстратах, переважно на гранітних породах. Лише в окремих випадках трапляється на вапняних субстратах (Мала Фатра) і на флішових породах (Бабина Гора). Другий підвид — subsp. carpaticum Wettst. — відомий лише в Західних Карпатах, а тому його вважають західнокарпатським (словацьким) ендеміком.

## Екологія
Зростає посеред скель, на кам'янистих місцях в альпійському і субальпійському поясах.

## Систематика
Легко утворює гібриди з іншими видами в культурі і в природі. Через це систематика цього виду дуже складна і заплутана (серед синонімів кілька десятків назв).

## Хімічний склад
Не вивчений. Відомо, що м'ясисте листя містить яблучну та інші органічні кислоти.

## Використання
У народній медицині рослину застосовували внутрішньо при гарячці, проносі, виразковій хворобі шлунка, захворюваннях дихальних органів з великими виділеннями мокроти, епілепсії, альгеноменорії. Зовнішньо свіже листя вживають при геморої, мозолях, бородавках, ластовинні, ранах, опіках, укусах комах, при затвердінні грудей у годуючих жінок.

## Культивування
Декоративна рослина. Найвідоміший у культурі вид молодила. Має велику кількість форм і сортів, а також гібридів. Має садові форми з великими (до 18 см) і дрібними (до 3 см) розетками листя, частково пофарбованими в пурпуровий або буро-бронзовий колір.
Добре росте на кам'янистому ґрунті на яскравому сонці. Витривала рослина, не боїться морозів, тому з успіхом вирощується на відкритому повітрі, як в горщиках, так і просто в ґрунті, на кам'яних огорожах або в рокаріях.
Розмножується дочірніми розетками, що утворюються на столонах в основі рослини.